# Araneus finneganae
Araneus finneganae là một loài nhện trong họ Araneidae.
Loài này thuộc chi Araneus. Araneus finneganae được Lucien Berland miêu tả năm 1938.